# Парк імені Станіслава Виспянського (Краків)
Парк імені Станіслава Виспянського (пол. Park im. Stanisława Wyspiańskiego) (так званий «Старий парк») — міський парк у Кракові, розташований у дільниці IV Пронднік Бяли, обмеженому вулицями Тадеуша Маковського, Владислава Локетка та Юзефа Хелмонського. Він був побудований в центрі району після того, як у 1956-1958 рр. був зруйнований і засипаний землею австрійський форт № 9 «Кроводжа» (належав до Краківської фортеці, з 1860-1864 рр.). Звідси характерний вигляд, що нагадує кратер  .
В’їздів до парку три: з вулиці Тадеуша Маковського, з боку вул. Ядвіги Крульової та з вул. Юзефа Хелмонського (ul. Józefa Chełmońskiego). У парку є зелена зона з алеями, лавочками та дитячим майданчиком.
На колишніх валах форту розташовувалися сімейні садові ділянки імені Левінського, закладені в 1938 році як присадибний сад для службовців  .

## Галерея

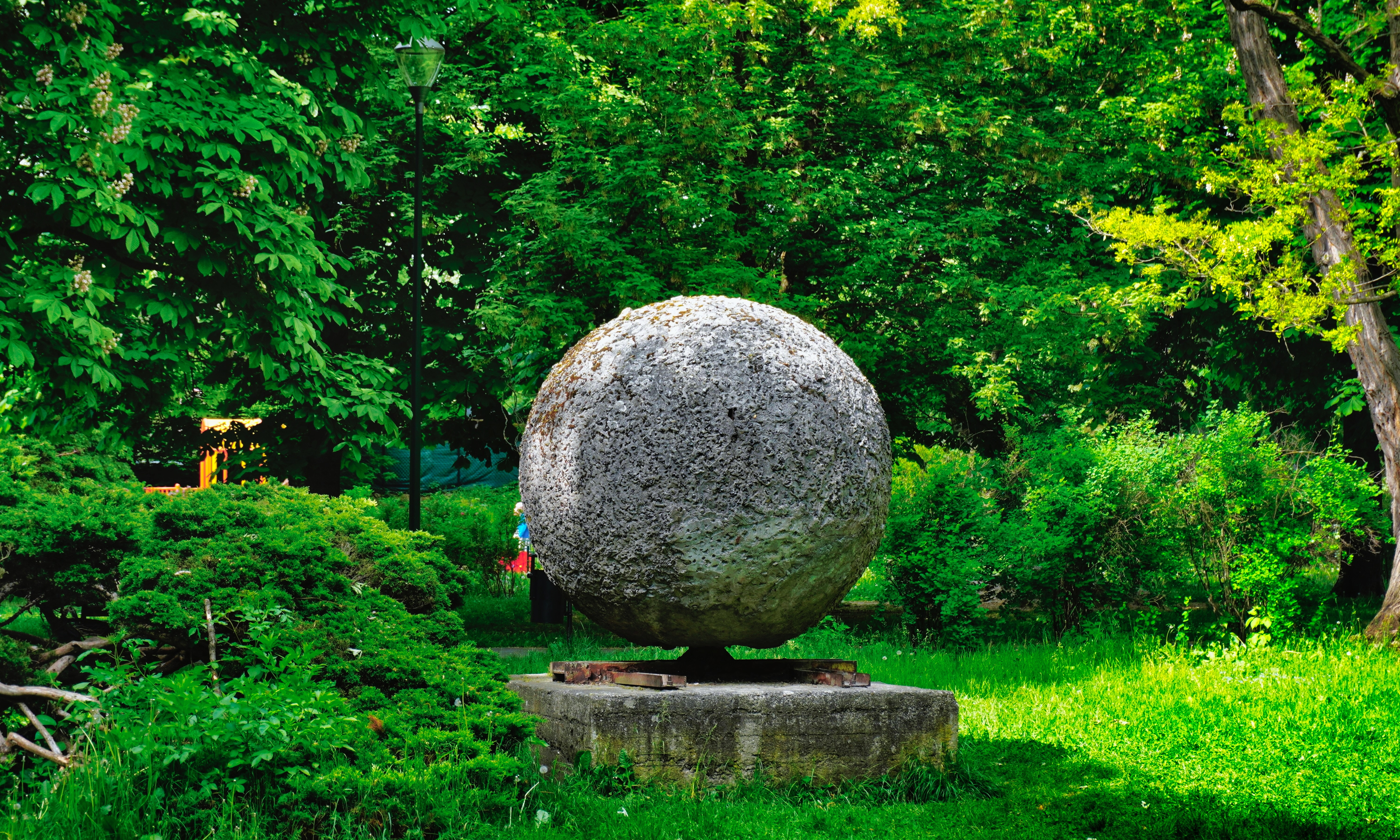
Rzeźba „Kula” (beton) Jerzy Nowakowski, 1971
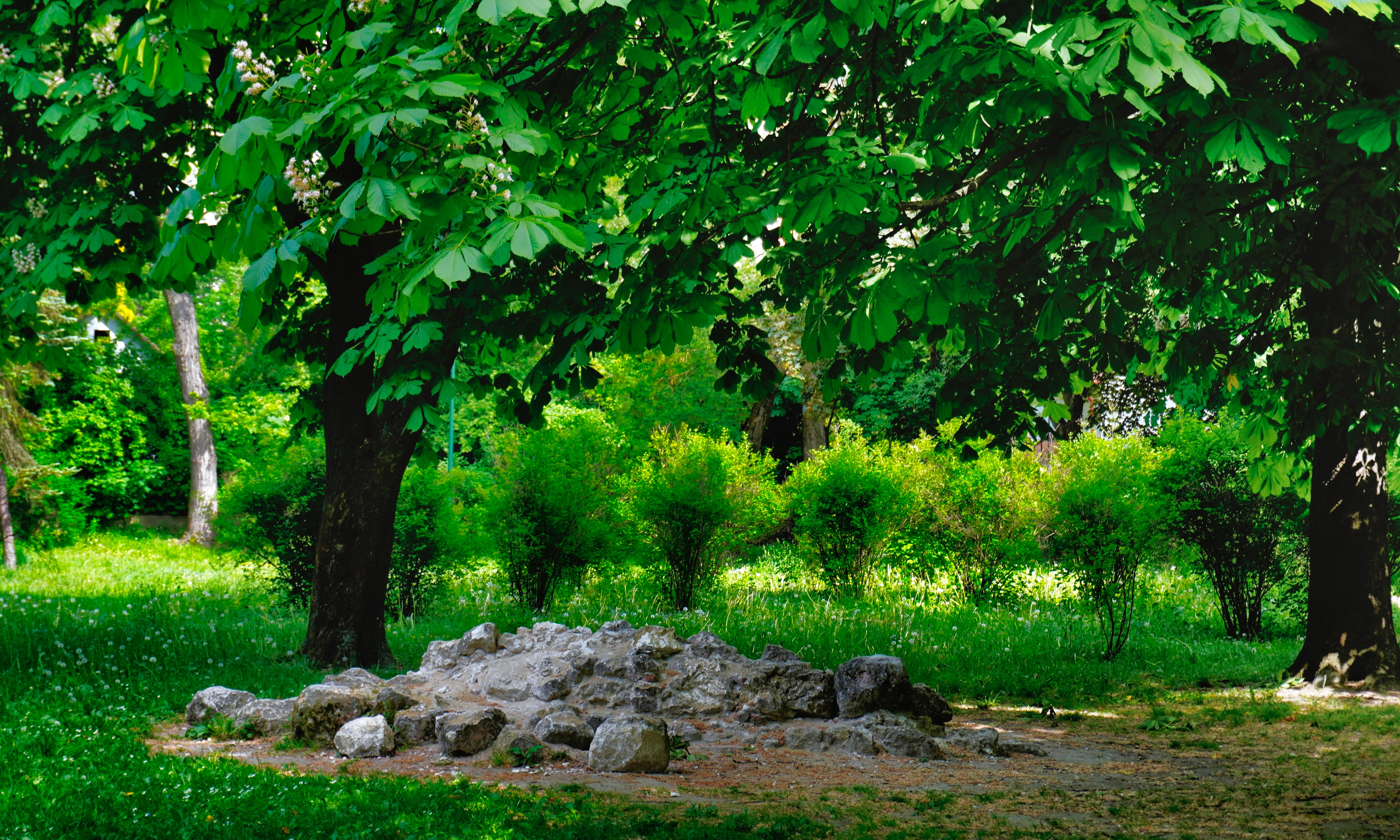
Relikty Fortu 9 „Krowodrza” na terenie parku
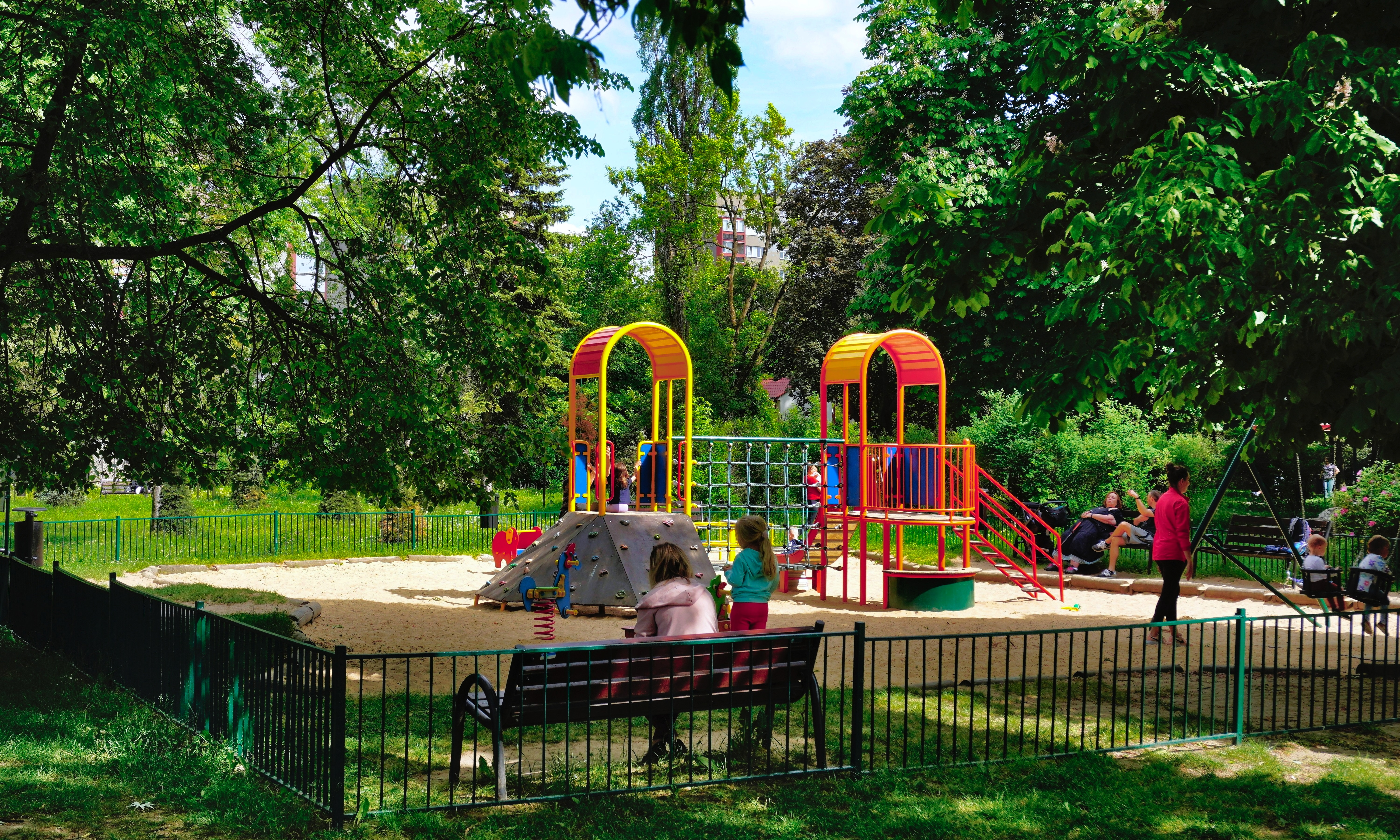
Plac zabaw
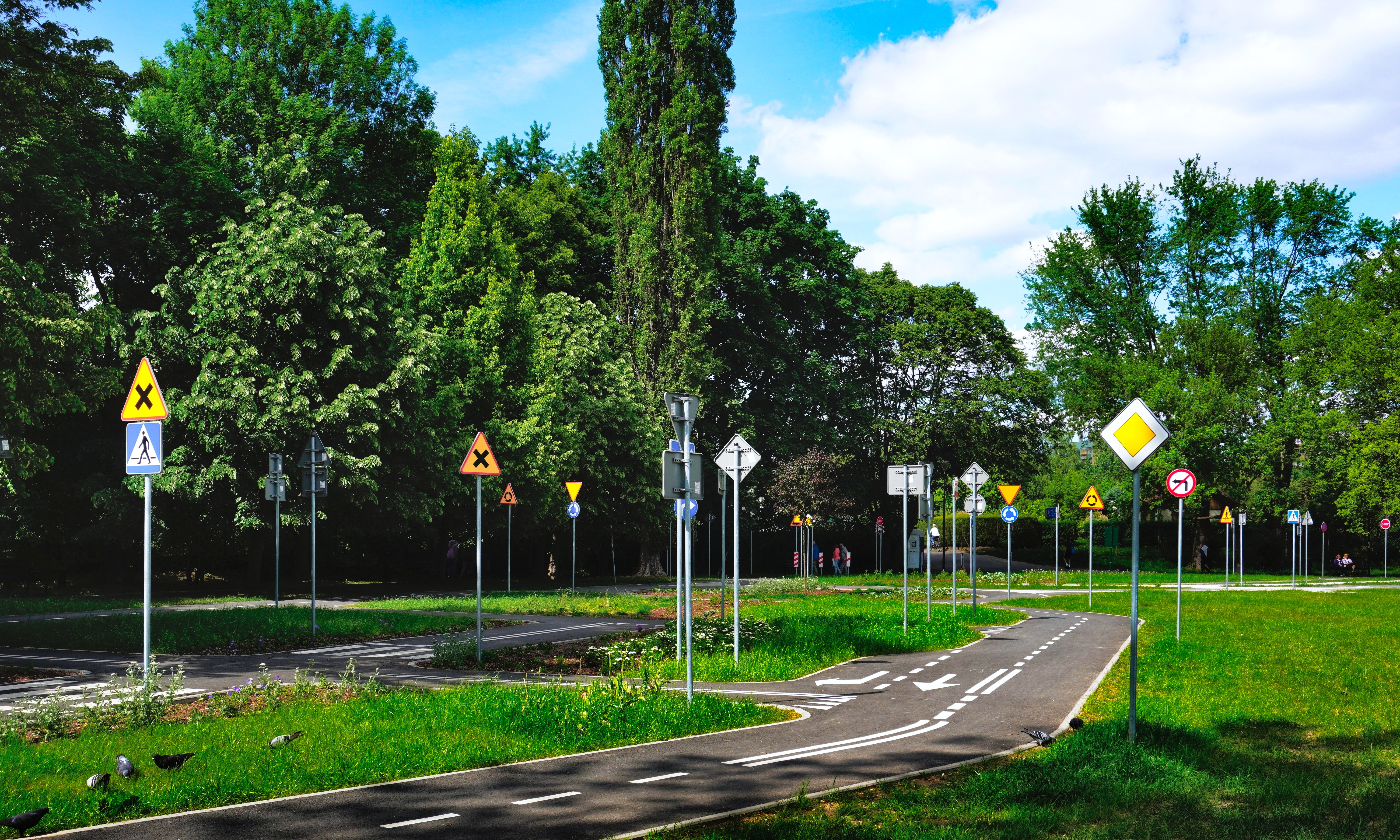
Miasteczko ruchu drogowego
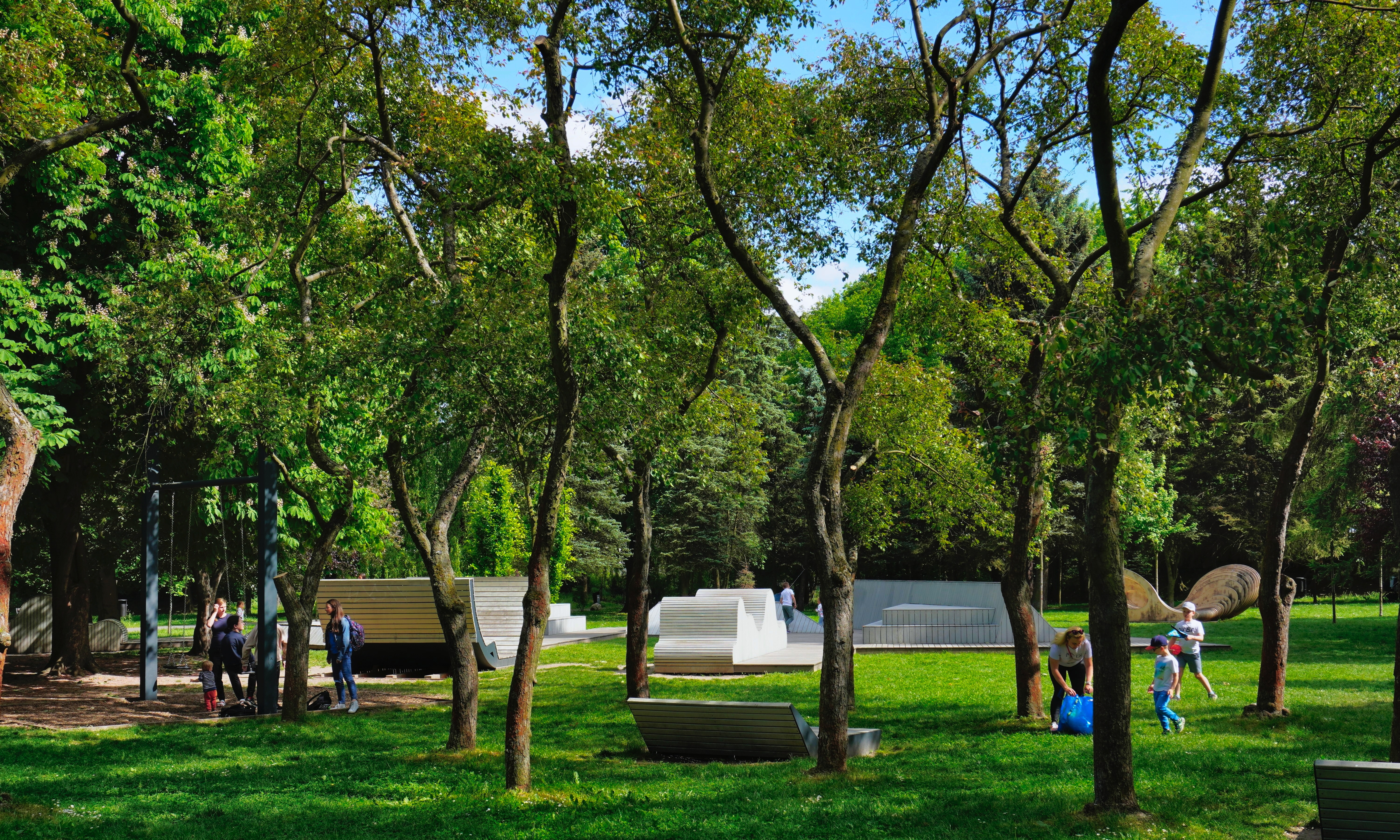
Park rekreacji dla dorosłych
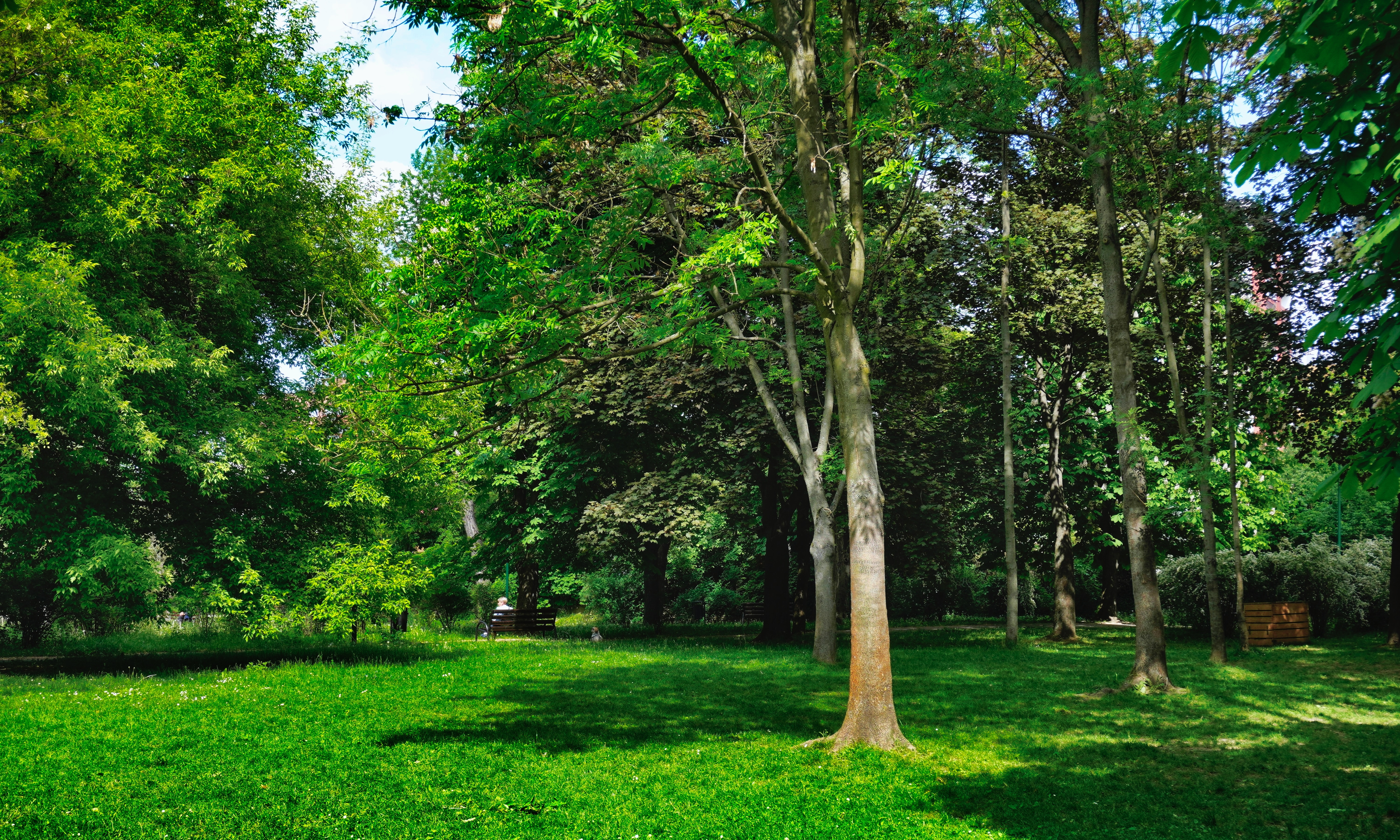
Ogólny widok
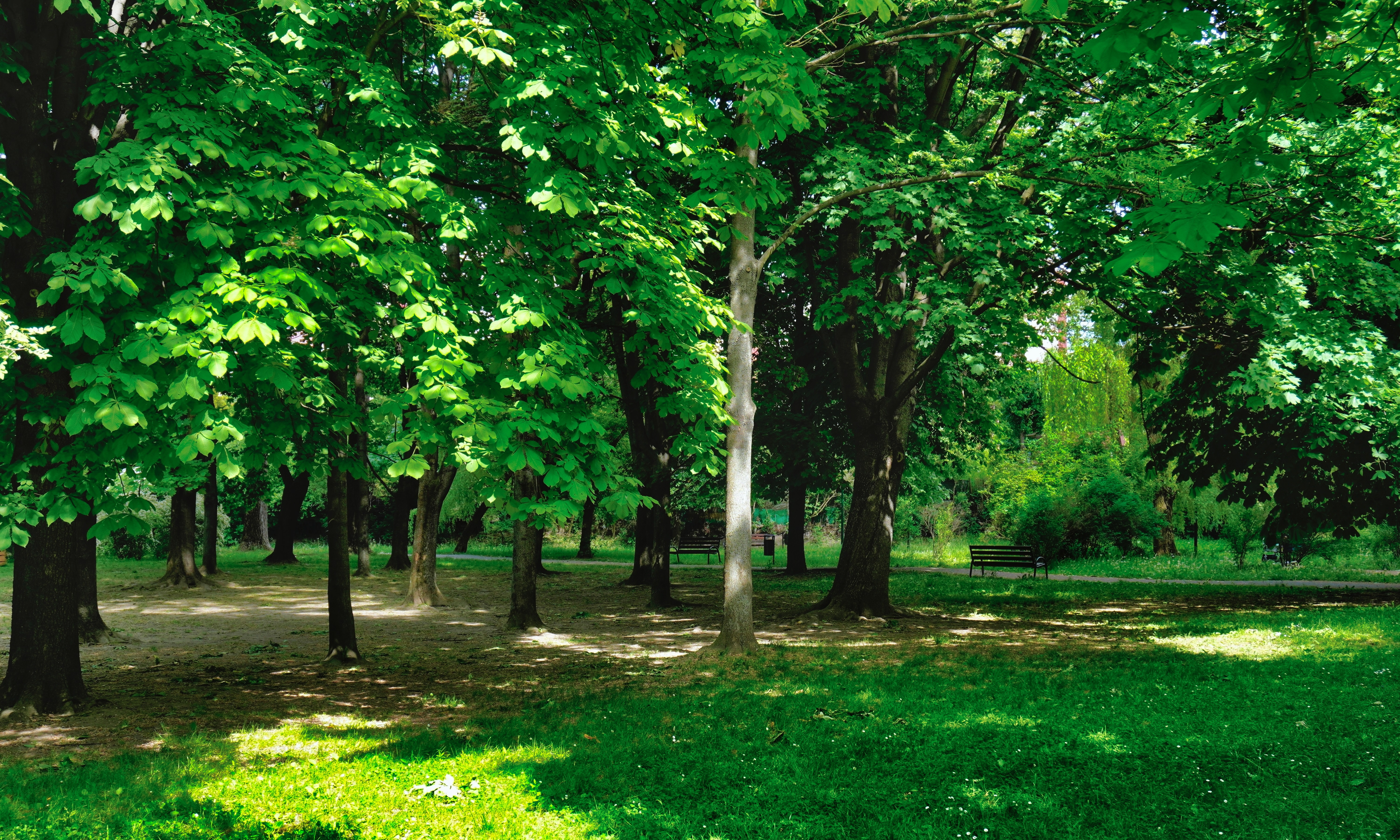
Ogólny widok
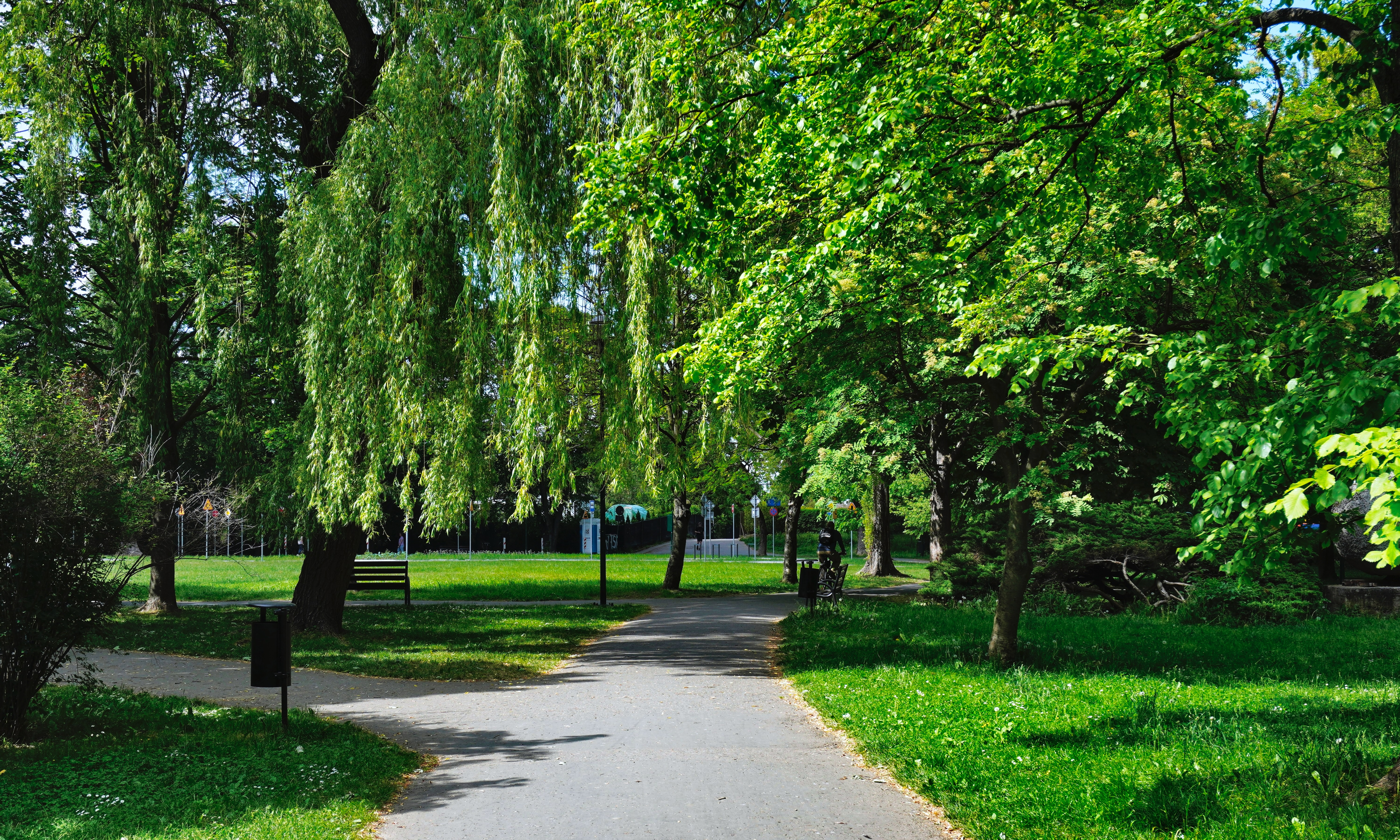
Ogólny widok, alejka w parku